# Richard Hatch

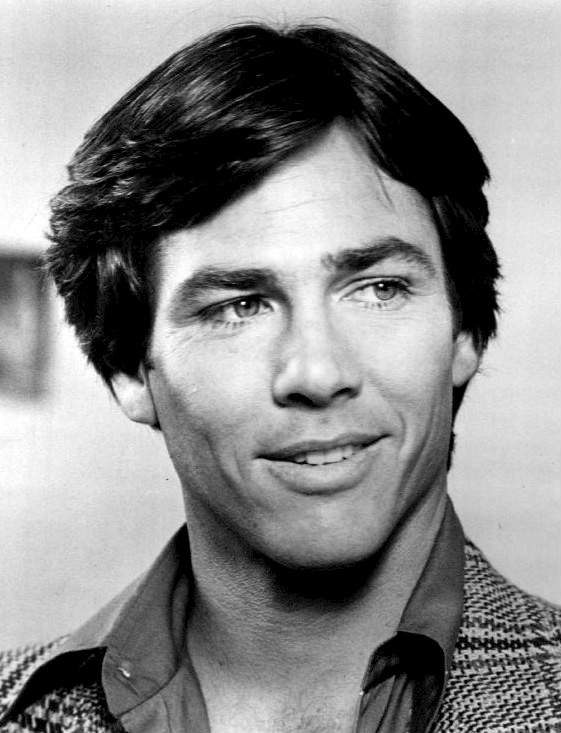
Richard Hatch en Las calles de San Francisco.

Richard Lawrence Hatch (Santa Mónica, California; 21 de mayo de 1945-Los Ángeles, California; 7 de febrero de 2017) fue un actor estadounidense, sobre todo conocido por sus interpretaciones en televisión y, particularmente, en la saga Battlestar Galactica. 

## Biografía
Hatch comenzó su carrera teatral en Los Ángeles. Más tarde participó en varias representaciones en el llamado Off-Broadway neoyorquino  En televisión y tras intervenir episódicamente en series como Kung Fu, Medical Center o Hawaii 5-0, en 1976 le llegó su primer papel importante en televisión, donde fue contratado para sustituir a Michael Douglas en la popular serie policiaca Las Calles de San Francisco.
Sin embargo, el personaje que finalmente lo convirtió en una celebridad de la pequeña pantalla fue el del Capitán Apolo en la primera entrega de la saga de televisión Battlestar Galactica, de 21 episodios y emitida en la temporada 1978-1979. Tras su paso por la serie, Hatch continuó vinculado a la televisión con escasas y no especialmente memorables incursiones en cine. Durante los siguientes 20 años, intervino como estrella invitada en episodios de multitud de series como Vacaciones en el mar, Hotel y Dinastía.
En 1999 se reencontró con su personaje de Apolo en un tráiler promocional de 4 minutos y medio con factura profesional, Galactica: The Second Coming, que además él mismo escribió y dirigió, con el objetivo de relanzar definitivamente la serie. Si bien no tuvo el éxito esperado, otro estudio compró la idea para hacer una adaptación, que se convirtió en Battlestar Galactica (Reimaginada). Cuando esta nueva entrega de la saga volvió a las pantallas en 2004, a Hatch se le ofreció el papel de Tom Zarek, que interpretó hasta el final de la serie en 2009. 
Murió el 7 de febrero de 2017, después de luchar contra un cáncer de páncreas.
Recientemente había participado en uno de los mejores FANFIC de Star Trek: Prelude to Axanar, donde tenía un rol protagónico.